# Represa de Urugua-í

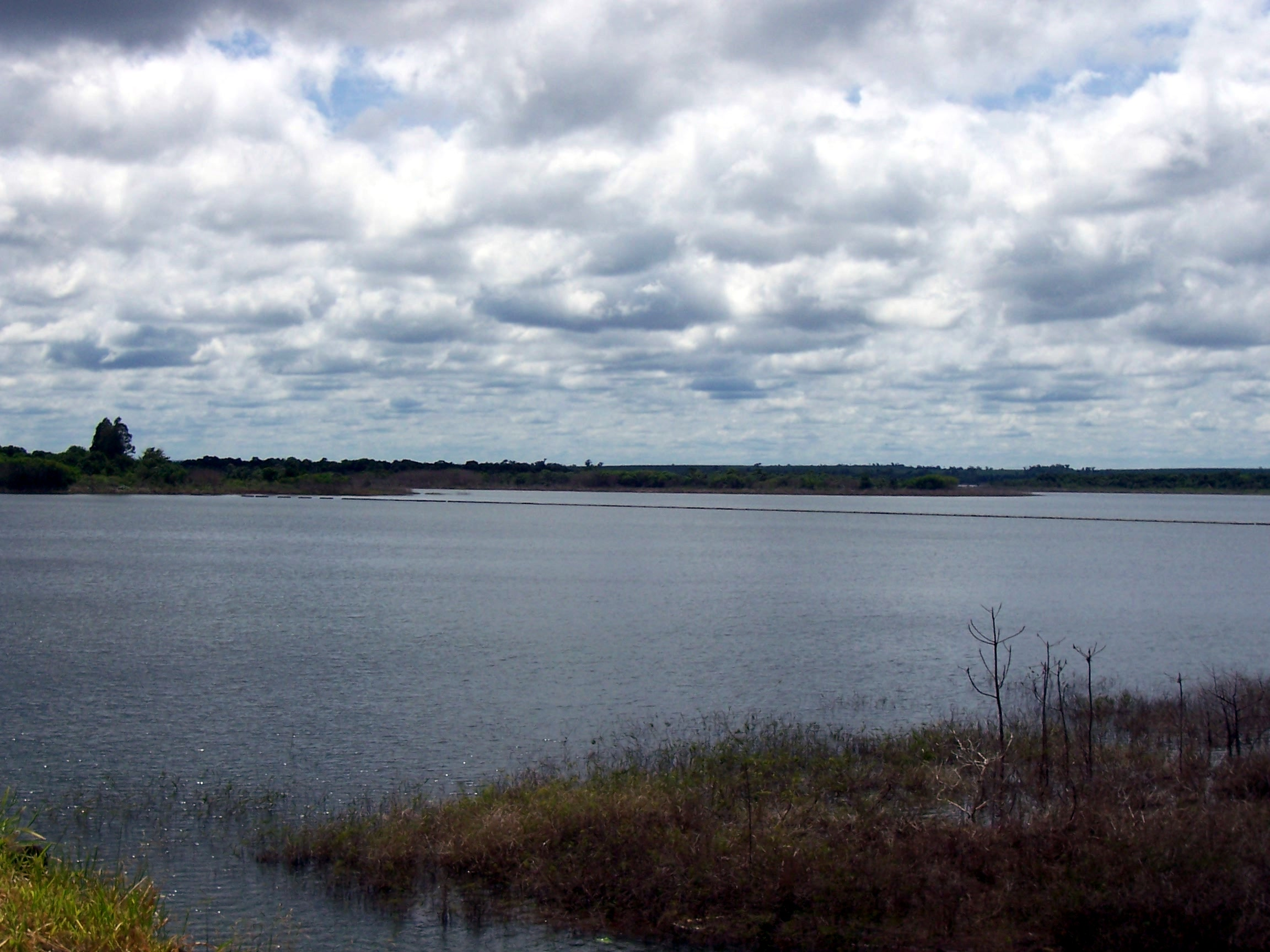
Lago artificial sobre el arroyo Urugua-í.

La represa de Urugua-í es una represa construida para aprovechar un gran salto de agua en un arroyo del mismo nombre, el cual es uno de los arroyos más caudalosos de la provincia de Misiones, Argentina. El aprovechamiento hidroeléctrico en el interior de la provincia de Misiones.

## Historia
En 1978 se hacen los estudios preliminares y el proyecto. Por dificultades financieras las obras recién comenzaron en junio de 1985 y finalizaron en 1990. En agosto del mismo año se inició el período de pruebas de las turbinas. Urugua-í proveyó de energía al Sistema Interconectado Provincial (S.I.P) hasta que persistentes sequías en el último quinquenio la dejaron fuera de servicio. Construida por el Grupo Socma, se ha acusado a Ramón Puerta de beneficiar durante su primer mandato (1991-1995), al grupo Socma y otorgarles el manejo de la represa Urugua-í con sobreprecios. La represa Urugua-í tuvo una demora en la entrega, Misiones siguió pagando el usufructó porque había presentado un sobrecosto, En el año 1998 Cacho Barrios denunció al gobernador Ramón Puerta por adjudicarle en forma directa y sin concursos a Macri obras en la provincia, entre ellas la de la represa. Puerta estuvo a cargo de la administración provincial entre 1991 y 1995, siendo acusado de facilitar negocios entre el Estado y SOCMA, la construcción de la represa se había presupuestado en 80 millones de dólares y terminó costando el triple del monto estimado. Por estas irregularidades se acusó a Néstor Grindetti, hombre de SOCMA de defraudación y cohecho en una causa caratulada como “Grindetti, Néstor Olvado, s/estafa”.
En 2004 el gobierno de Misiones dispuso rescindir el contrato a la empresa que opera la represa Urugua-í, que paso ser operada directamente por la empresa eléctrica provincial Emsa, tras su provincializacion se produjo una rebaja tarifaria y tras la ruptura del contrato con el grupo Macri. desde que Emsa comenzó a manejar la represa se produjo un ahorro cercano a los 200 mil pesos en relación con lo que debía pagarse al grupo Macri por el control de la presa, generase o no energía. Durante años se cuestionó el monto, considerado sideral, que se pagaba por la operación, teniendo en cuenta que el canon se abonaba haya o no generación de energía. El grupo concesionario estaba formado por Sideco Americana S.A. (50,2% de las acciones), perteneciente al grupo Macri -del Petrobras Energía (29,3%), IMPSA.

## Descripción de la represa
El arroyo Urugua-í es el curso de agua más importante del interior de la provincia, por su longitud, por su caudal y por la superficie de la cuenca tributaria. Está localizado en el extremo norte del territorio y en su viajar hacia el Paraná, donde vierte sus aguas, atraviesa los departamentos de Iguazú y Gral. Manuel Belgrano.
La represa principal se construyó a unos 8 km de la desembocadura del curso en el Paraná. Es de hormigón armado y suelo cemento con una altura máxima de 76 m y actualmente la única presa de Argentina construida con hormigón compactado a rodillo. La RN 12 pasa sobre el coronamiento de la represa. El lago artificial ocupa aproximadamente 9000 ha, con una longitud de 35 km, un ancho máximo de 6 km y una profundidad de 70 m.
La central hidroeléctrica consta de dos turbinas Francis de 60 MW y 2 Generadores de 70 MVA.
La represa actúa de base y genera aproximadamente 1000 MW.h de energía (abastece al 60% de la provincia de Misiones). De acuerdo a los archivos oficiales está en el promedio general con diferencias por el caudal del arroyo y eso depende de las lluvias en la cuenca.
A 2016 su producción de energía representa el 38,6 % del total de la energía operada por el Sistema Interconectado Provincial.

## Proyecto
Hay un proyecto para la construcción de un túnel de 40 km de largo que busca abastecer al arroyo Urugua-í con aguas del río Iguazú. Sin embargo, la obra, impulsada por la empresa eléctrica misionera (Emsa) con el fin de triplicar su actual producción de energía y no comprar más a la compañía proveedora nacional, fue desactivada por la polémica suscitada en torno al daño ecológico y ambiental que pudiera ocurrir, con costo de unos 100 millones de dólares, y generó una fuerte polémica porque iba a pasar muy cerca del límite del parque nacional Iguazú y por el subsuelo del Parque Provincial Urugua-í, un área de conservación afectada por la misma que supera las 150 mil ha.[cita requerida]